# 戴維森鎮區 (北卡羅萊納州艾爾代爾縣)
戴維森鎮區（英語：Davidson Township）是位於美國北卡羅萊納州艾爾代爾縣的一個鎮區。

## 地方資料
戴維森鎮區的面積為99.45平方千米，皆為陸地。根據2020年美國人口普查的數據，當地共有人口45824人，而人口密度為每平方千米460.77人。